# 高宮駅 (福岡県)

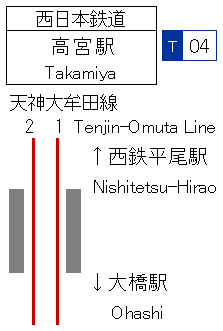
配線図

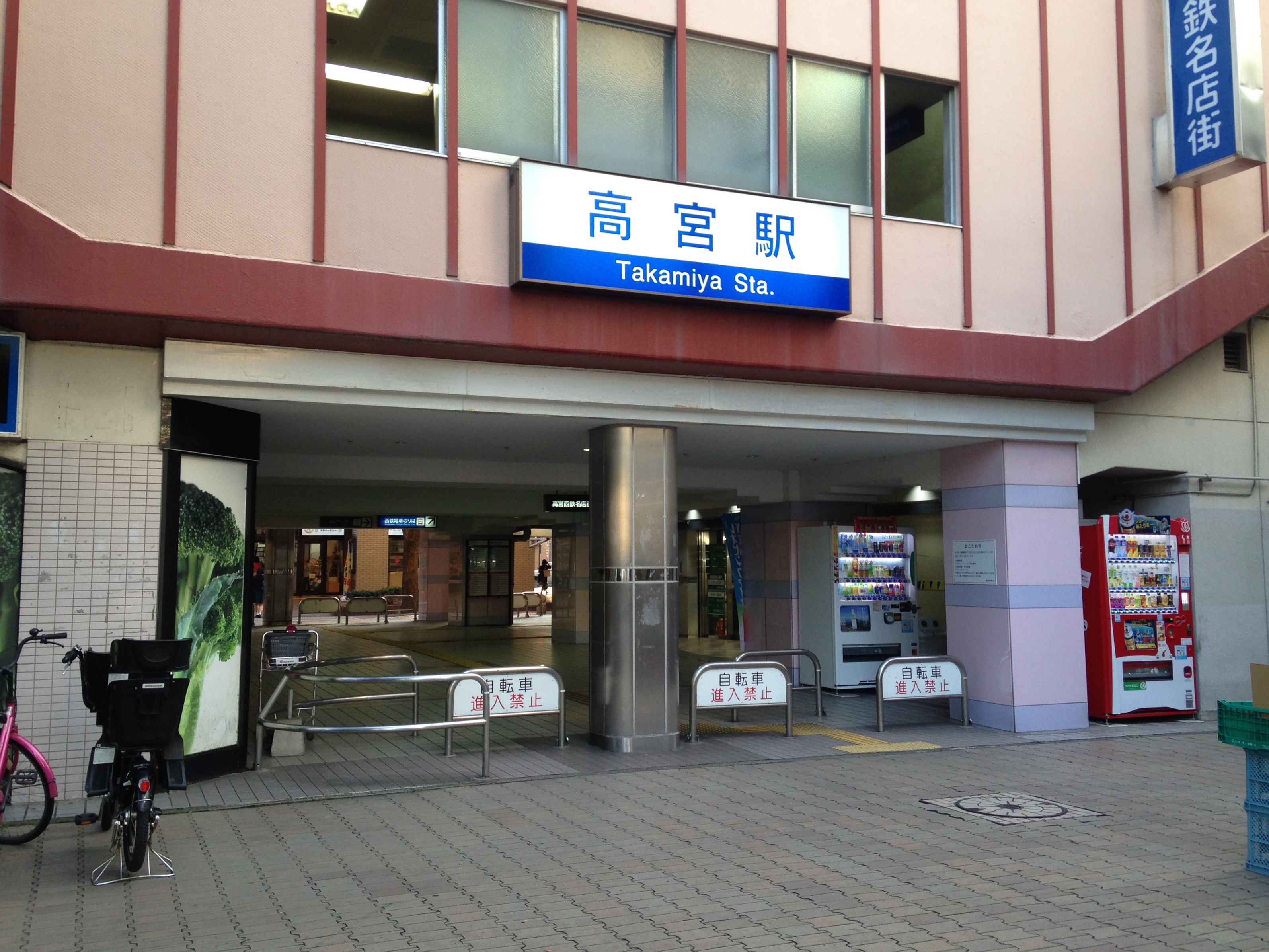
東口（2016年10月）

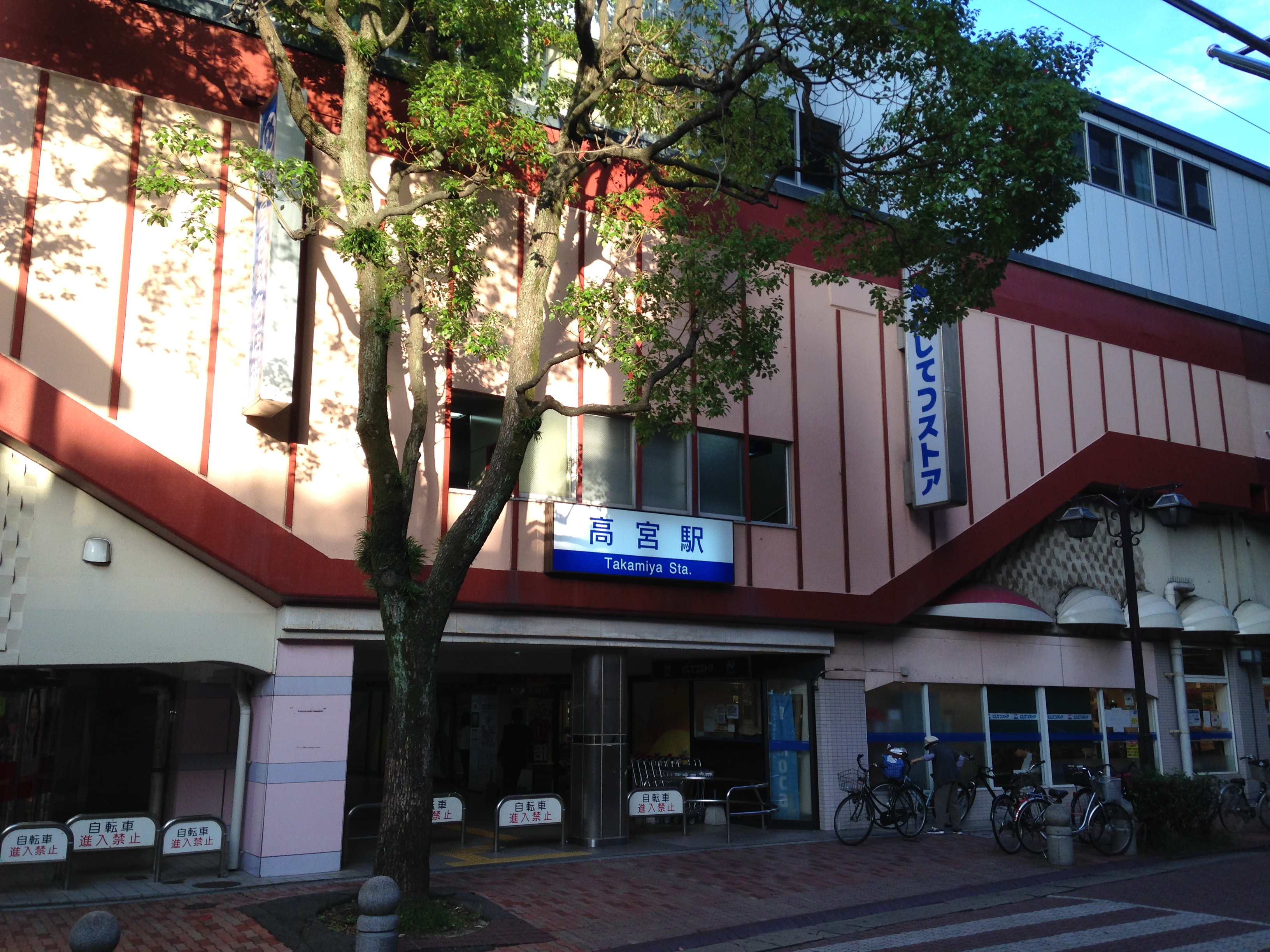
西口（2016年10月）

高宮駅（たかみやえき）は、福岡県福岡市南区大楠三丁目にある西日本鉄道（西鉄）天神大牟田線の駅である。駅番号はT04。ホーム有効長は12両分ある。

## 歴史
- 1924年（大正13年）4月12日：九州鉄道開通と同時に開業。
- 1967年（昭和42年）9月：ホーム跨線橋設置。
- 1978年（昭和53年）3月3日：西鉄平尾 - 大橋間高架化により高架駅となる[2]。
- 2005年（平成17年）12月21日：エレベータ設置。
- 2008年（平成20年）5月18日：ICカードnimoca供用開始。
- 2017年（平成29年）2月1日：駅ナンバリングを導入[3]。
- 2024年（令和6年）3月18日：同年3月16日のダイヤ改正により、平日朝時間帯の上り（西鉄福岡（天神）行き）急行が、隣の西鉄平尾駅と共に停車（大橋駅7時59分〜8時50分発の列車が該当）[4]。

## 駅構造
相対式ホーム2面2線を持つ高架駅。自動改札機・自動券売機設置、
1階には、高宮西鉄名店街、西鉄ストアが入っている。
| のりば | 路線          | 方向 | 行先                       |
| ------ | ------------- | ---- | -------------------------- |
| 1      | ●天神大牟田線 | 下り | 久留米・大牟田・太宰府方面 |
| 2      | ●天神大牟田線 | 上り | 福岡（天神）方面           |

## 利用状況
2024年度の1日平均乗降人員は21,044人であり、西鉄の駅としては第7位である。各年度の1日平均乗車および乗降人員は下表のとおり。近年利用客数が増加傾向にあり、2019年度に特急停車駅である西鉄二日市駅を抜き、順位を一つ上げた。
| 年度               | 1日平均 乗車人員 | 1日平均 乗降人員 |
| ------------------ | ---------------- | ---------------- |
| 1996年（平成08年） | 11,847           | 23,589           |
| 1997年（平成09年） | 11,688           | 23,197           |
| 1998年（平成10年） | 11,288           | 22,408           |
| 1999年（平成11年） | 11,172           | 21,954           |
| 2000年（平成12年） | 10,789           | 21,425           |
| 2001年（平成13年） | 10,671           | 20,978           |
| 2002年（平成14年） | 10,367           | 20,400           |
| 2003年（平成15年） | 10,276           | 20,251           |
| 2004年（平成16年） | 9,825            | 19,551           |
| 2005年（平成17年） | 9,690            | 19,200           |
| 2006年（平成18年） | 9,715            | 19,367           |
| 2007年（平成19年） | 9,500            | 18,990           |
| 2008年（平成20年） | 9,367            | 18,749           |
| 2009年（平成21年） | 9,205            | 18,490           |
| 2010年（平成22年） | 9,195            | 18,472           |
| 2011年（平成23年） | 9,074            | 18,251           |
| 2012年（平成24年） | 9,066            | 18,224           |
| 2013年（平成25年） | 9,337            | 18,769           |
| 2014年（平成26年） | 9,312            | 18,695           |
| 2015年（平成27年） | 9,751            | 19,639           |
| 2016年（平成28年） | 9,901            | 19,837           |
| 2017年（平成29年） | 10,137           | 20,297           |
| 2018年（平成30年） | 10,427           | 20,951           |
| 2019年（令和元年） | 10,560           | 21,252           |
| 2020年（令和02年） | 7,921            | 16,029           |
| 2021年（令和03年） | 8,573            | 17,165           |
| 2022年（令和04年） |                  | 18,514           |
| 2023年（令和05年） |                  | 19,583           |
| 2024年（令和06年） |                  | 21,044           |

## 駅周辺
南区の北部に立地し、駅周辺には住宅や商店が密集している。また都築学園グループの高校・大学が駅周辺にあり、通学生の利用もある。駅前を県道31号線（通称：高宮通り）が大牟田線に並行して通っている。
- 福岡市男女共同参画推進センター（アミカス、旧・福岡市女性センター） - 駅前
- 福岡市立障害者スポーツセンター - 北東へ約600m
- ボンラパス - 駅前
- 第一薬科大学 - 南東へ約500m
- 福岡第一高等学校 - 南東へ約300m
- 第一薬科大学付属高等学校 - 南東へ約400m
- 福岡赤十字病院 - 北へ約500m
- コンペイトウミュージアム福岡 - 北東へ約600m
- 高宮学院・高等部（精華学園高等学校 福岡中央校）
- 福岡市立春吉中学校 - 南東へ約600m
- 福岡市立高宮中学校 - 北へ約700m
- 福岡市立大楠小学校 - 北へ約600m
- 福岡市立玉川小学校 - 南東へ約650m
- サニー 野間店 - 南西へ約850m

## 路線バス
西口には西鉄バスの西鉄高宮駅停留所が、東口には西鉄高宮駅東口停留所があり、2023年1月時点では、以下のバス路線が停車する。路線の詳細は西日本鉄道桧原自動車営業所・西日本鉄道柏原自動車営業所・西日本鉄道那珂川自動車営業所を参照。
西鉄高宮駅停留所
- 薬院駅、博多駅、中央ふ頭方面（行先番号50）
- 天神、県庁方面（行先番号51・52・52-1）
- 皿山・免許試験場、桧原営業所方面（行先番号50・51）
- 免許試験場、柏原営業所方面（行先番号51）
- 長住、松本池、桧原営業所方面（行先番号52・52-1）
- 長住、松本池、柏原営業所方面(行先番号52)

西鉄高宮駅東口停留所
（※2018年3月17日より併用開始）
- 那珂川営業所、老司団地方面(無番)
- 皿山、自動車免許試験場、柏原営業所方面（行先番号51）※平日朝のみ停車
- 長住、松本池、柏原営業所方面（行先番号52）※平日・土曜朝のみ停車
- 下長尾方面（長丘高宮循環バス）

## その他
当駅と平尾の間の内、高架橋の北西側にケヤキの街路樹が並んでいる側道がある。高架化のために旧地平時代の線路を一旦北西側の地平上に移設し、元々の地平部分に高架橋を建設したのだが、その一時移設線路の用地がそのまま道路転用されたものがこの側道である（福岡市都市計画道路）。
平尾駅から当駅・大橋駅を挟んで那珂川の鉄橋手前までは高架化に伴って道路再開発が完了しマンション・ビルや民家等の密集地となっており、旧地平時代の跡形を辿るのは困難である。

## 隣の駅
西日本鉄道
■天神大牟田線
■特急・■急行
通過
■急行（平日朝上り）
西鉄平尾駅（T03） ← 高宮駅（T04） ← 大橋駅（T05）
■普通
西鉄平尾駅（T03） - 高宮駅（T04） - 大橋駅（T05）